# Басси, Агостино
Агостино Басси (итал. Agostino Bassi; 25 сентября 1773, Майраго, — 8 февраля 1856, Лоди) — итальянский ботаник, энтомолог, паразитолог, предшественник Луи Пастера.

## Биография
Агостино Басси родился в коммуне Майраго 25 сентября 1773 года.
Он был сыном богатого фермера и адвоката, который увлекался биологией.
В 1807 году научные исследования Агостино Басси были посвящены изучению смертельного заболевания тутового шелкопряда. Зараженные гусеницы тутового шелкопряда были покрыты порошкообразным белым веществом. Исследование, состоявшее в поисках причины этого заболевания, продолжалось 25 лет.
Агостино Басси опубликовал результаты своих исследований в научной статье, озаглавленной Del mal del segno, calcinaccio o moscardino (1835). Стало известно, что порошкообразное появление на убитых тутовых шелкопрядах было вызвано производством миллионов инфекционных белых грибковых спор на мёртвом насекомом. Грибок, вызывавший это заболевание, получил название боверия Басси.
Агостино Басси рекомендовал шёлковой промышленности использование дезинфицирующих средств, изоляцию заражённых гусениц тутового шелкопряда от здоровых и соблюдение гигиенических норм. Это принесло ему широкую известность[прояснить].
Его научная статья Del mal del segno, calcinaccio o moscardino была переведена на французский язык и распространена по всей Европе.
Агостино Басси умер 8 февраля 1856 года.
В 1953 году итальянская почта выпустила почтовую марку в честь 180 лет со дня рождения известного учёного Агостино Басси.

## Публикации
- Sulla fabbrica del formaggio all'uso lodigiano. 1820.
- Del mal del segno, calcinaccio o moscardino. 1835.
- Del contagio in generale. 1844.